# Słosinko
Słosinko (kaszub. Słoszënkò, niem. Reinfeld) – wieś w Polsce położona w zachodniej części Pojezierza Bytowskiego, w województwie pomorskim, w powiecie bytowskim, w gminie Miastko,
Miejscowość przy trasie linii kolejowej Piła Główna - Ustka, z przystankiem Słosinko, między jeziorami Słosineckim Wielkim i Słosineckim Małym.
Wieś stanowi sołectwo gminy Miastko.
W latach 1975–1998 miejscowość administracyjnie należała do województwa słupskiego.